# Адеркас (герб)
Адеркас (пол. Aderkas) — польский дворянский герб остзейского происхождения.

## Происхождение
Точная дата происхождения герба неизвестна, однако в Матрикуле лифляндского дворянства род Адеркасов упоминается с 1277 года (в тексте: Adrikas).

## Описание
Адам Бонецкий: 

В поле золотом на зелёном пригорке орёл чёрный, на одной ноге стоящий, с головой влево повёрнутой, с крыльями поднятыми. В верхней части шлема три чёрных пера страусовых. Намёт чёрный, золотом подбитый. (перевод с польск.)
Аналогичное описание герба даёт Юлиуш Островский.

## Роды — носители герба
Адеркас (пол. Aderkas, нем. von Aderkas).